# Gerichtsbezirk Flitsch
Der Gerichtsbezirk Flitsch (slowenisch: Bovec, italienisch: Plezzo) war ein dem Bezirksgericht Flitsch unterstehender Gerichtsbezirk in der Gefürsteten Grafschaft Görz und Gradisca. Flitsch war der flächenmäßig zweitgrößte Gerichtsbezirk der Grafschaft Görz und wies die geringste Einwohnerzahl sowie die geringste Bevölkerungsdichte aller Gerichtsbezirke auf.
Der Gerichtsbezirk umfasste Gebiete in der heutigen, slowenischen Region Goriška an der Staatsgrenze zu Italien und gehörte zum Bezirk Flitsch. Nach dem Ersten Weltkrieg musste Österreich den gesamten Gerichtsbezirk an Italien abtreten, nach dem Zweiten Weltkrieg gelangte das Gebiet großteils an Jugoslawien.

## Geschichte
Der Gerichtsbezirk Flitsch wurde um 1850 infolge der Auflösung der ursprünglichen Patrimonialgerichtsbarkeit in der Gefürsteten Grafschaft Görz und Gradisca sowie wie im gesamten Kaisertum Österreich geschaffen. Der Gerichtsbezirk unterstand dem für die gesamte Grafschaft zuständigen Landesgericht Görz, das wiederum dem Oberlandesgericht Triest, das am 1. Mai 1850 seine Tätigkeit aufnahm, unterstellt war.
Auch nachdem Görz und Gradisca bzw. Triest sowie Istrien vom ursprünglichen Kronland Küstenland ihre Selbständigkeit als Kronland erlangten, blieb das Oberlandesgericht Triest die oberste Instanz für den Gerichtsbezirk Flitsch.
Der Gerichtsbezirk Flitsch bildete im Zuge der Trennung der politischen von der judikativen Verwaltung
ab 1868 gemeinsam mit den Gerichtsbezirken Kirchheim und Tolmein den Bezirk Tolmein. Zuletzt war auch der Gerichtsbezirk Karfreit Teil des Bezirks Tolmein.
Der Gerichtsbezirk Flitsch wies 1910 eine Bevölkerung von 5.621 Personen auf, von denen 5.528 Slowenisch als Umgangssprache angaben. Weiters lebten im Gerichtsbezirk 26 Deutschsprachige, 8 Italienischsprachige und 59 Anderssprachige oder Staatsfremde.
Durch die Grenzbestimmungen des am 10. September 1919 abgeschlossenen Vertrages von Saint-Germain wurde der Gerichtsbezirk Flitsch zur Gänze Italien zugeschlagen. Nach dem Zweiten Weltkrieg gelangte das Gebiet an Jugoslawien, heute ist es Teil der Gemeinde Bovec in Slowenien.

## Gerichtssprengel
Der Gerichtssprengel umfasste 1910 die sieben Gemeinden Bovec (Flitsch bzw. Plezzo), Čezsoča, Log (Breth), Serpenica, Soča, Trenta und Žaga.